# Motörhead/Diskografie
Diese Diskografie ist eine Übersicht über die musikalischen Werke der britischen Metalband Motörhead. Den Schallplattenauszeichnungen zufolge hat sie bisher mehr als 1,5 Millionen Tonträger verkauft, davon alleine in ihrer Heimat über eine Million. Ihre erfolgreichste Veröffentlichung ist die Single Ace of Spades mit über 600.000 verkauften Einheiten.

## Alben

### Studioalben
Das erste von Motörhead aufgenommene Studioalbum war On Parole (1975). Es wurde wegen eines Rechtsstreits zunächst nicht veröffentlicht, erst 1979 erschien es ohne Einwilligung der Band bei United Artists Records. Aus diesem Grund wird es in dieser Aufstellung nicht geführt.

| Jahr | Titel Musiklabel                                   | Höchstplatzierung, Gesamtwochen, AuszeichnungChartplatzierungen (Jahr, Titel, Musiklabel, Platzierungen, Wochen, Auszeichnungen, Anmerkungen) | Höchstplatzierung, Gesamtwochen, AuszeichnungChartplatzierungen (Jahr, Titel, Musiklabel, Platzierungen, Wochen, Auszeichnungen, Anmerkungen) | Höchstplatzierung, Gesamtwochen, AuszeichnungChartplatzierungen (Jahr, Titel, Musiklabel, Platzierungen, Wochen, Auszeichnungen, Anmerkungen) | Höchstplatzierung, Gesamtwochen, AuszeichnungChartplatzierungen (Jahr, Titel, Musiklabel, Platzierungen, Wochen, Auszeichnungen, Anmerkungen) | Höchstplatzierung, Gesamtwochen, AuszeichnungChartplatzierungen (Jahr, Titel, Musiklabel, Platzierungen, Wochen, Auszeichnungen, Anmerkungen) | Anmerkungen                                                |
| Jahr | Titel Musiklabel                                   | DE | AT | CH | UK | US | Anmerkungen                                                |
| ---- | -------------------------------------------------- | --- | --- | --- | --- | --- | ---------------------------------------------------------- |
| 1977 | Motörhead Chiswick Records (United Artists)        | — | — | — | UK43 Silber · (5 Wo.)UK | — | Erstveröffentlichung: 12. August 1977 Verkäufe: + 60.000   |
| 1979 | Overkill Bronze Records (EMI)                      | DE60 a (2 Wo.)DE | — | CH77 a (1 Wo.)CH | UK24 Silber · (11 Wo.)UK | — | Erstveröffentlichung: 16. März 1979 Verkäufe: + 60.000     |
| 1979 | Bomber Bronze Records (EMI)                        | DE97 b (1 Wo.)DE | — | — | UK12 Silber · (13 Wo.)UK | — | Erstveröffentlichung: 27. Oktober 1979 Verkäufe: + 60.000  |
| 1980 | Ace of Spades Bronze Records (EMI)                 | DE10 c (3 Wo.)DE | AT42 c (1 Wo.)AT | CH39 c (3 Wo.)CH | UK4 Gold · (19 Wo.)UK | — | Erstveröffentlichung: 8. November 1980 Verkäufe: + 100.000 |
| 1982 | Iron Fist Bronze Records (WEA)                     | DE15 d (12 Wo.)DE | AT75 d (1 Wo.)AT | CH26 d (1 Wo.)CH | UK6 Silber · (9 Wo.)UK | US174 (6 Wo.)US | Erstveröffentlichung: 17. April 1982 Verkäufe: + 60.000    |
| 1983 | Another Perfect Day Bronze Records (Polydor)       | DE24 (6 Wo.)DE | AT30 (… Wo.)AT | CH39 (1 Wo.)CH | UK20 (4 Wo.)UK | US153 (7 Wo.)US | Erstveröffentlichung: Mai 1983                             |
| 1986 | Orgasmatron GWR Records (RCA)                      | DE47 (5 Wo.)DE | — | — | UK21 (4 Wo.)UK | US157 (11 Wo.)US | Erstveröffentlichung: 9. August 1986                       |
| 1987 | Rock ’n’ Roll GWR Records (CBS)                    | DE33 (4 Wo.)DE | — | — | UK34 (3 Wo.)UK | US150 (6 Wo.)US | Erstveröffentlichung: 5. September 1987                    |
| 1991 | 1916 WTG Records (CBS)                             | DE14 (18 Wo.)DE | — | CH24 (8 Wo.)CH | UK24 (4 Wo.)UK | US142 (9 Wo.)US | Erstveröffentlichung: 26. Februar 1991                     |
| 1992 | March ör Die WTG Records (Sony)                    | DE21 (13 Wo.)DE | AT16 (6 Wo.)AT | CH18 (5 Wo.)CH | UK60 (1 Wo.)UK | — | Erstveröffentlichung: 14. August 1992                      |
| 1993 | Bastards ZYX Music (ZYX)                           | DE28 (9 Wo.)DE | — | — | — | — | Erstveröffentlichung: 18. Oktober 1993                     |
| 1995 | Sacrifice Steamhammer (SPV)                        | DE31 (10 Wo.)DE | — | — | — | — | Erstveröffentlichung: 11. Juli 1995                        |
| 1996 | Overnight Sensation Steamhammer (SPV)              | DE70 e (5 Wo.)DE | — | — | — | — | Erstveröffentlichung: 9. Oktober 1996                      |
| 1998 | Snake Bite Love Steamhammer (SPV)                  | DE47 (3 Wo.)DE | — | — | — | — | Erstveröffentlichung: 10. März 1998                        |
| 2000 | We Are Motörhead Steamhammer (SPV)                 | DE21 (5 Wo.)DE | — | — | UK91 (1 Wo.)UK | — | Erstveröffentlichung: 16. Mai 2000                         |
| 2002 | Hammered Steamhammer (SPV)                         | DE39 (4 Wo.)DE | — | — | — | — | Erstveröffentlichung: 8. April 2002                        |
| 2004 | Inferno Steamhammer (SPV)                          | DE10 (9 Wo.)DE | AT44 (4 Wo.)AT | CH36 (5 Wo.)CH | UK95 (1 Wo.)UK | — | Erstveröffentlichung: 21. Juni 2004                        |
| 2006 | Kiss of Death Steamhammer (SPV)                    | DE4 (10 Wo.)DE | AT20 (3 Wo.)AT | CH26 (4 Wo.)CH | UK45 (1 Wo.)UK | — | Erstveröffentlichung: 25. August 2006                      |
| 2008 | Motörizer Steamhammer (SPV)                        | DE5 (8 Wo.)DE | AT13 (4 Wo.)AT | CH11 (6 Wo.)CH | UK32 (2 Wo.)UK | US82 (2 Wo.)US | Erstveröffentlichung: 26. August 2008                      |
| 2010 | The Wörld Is Yours UDR (EMI)                       | DE25 (8 Wo.)DE | AT34 (2 Wo.)AT | CH24 (6 Wo.)CH | UK45 (1 Wo.)UK | US94 (1 Wo.)US | Erstveröffentlichung: 10. Dezember 2010                    |
| 2013 | Aftershock UDR (Alternative Distribution Alliance) | DE5 Gold · (10 Wo.)DE | AT7 (4 Wo.)AT | CH6 (7 Wo.)CH | — | US22 (2 Wo.)US | Erstveröffentlichung: 18. Oktober 2013 Verkäufe: + 100.000 |
| 2015 | Bad Magic UDR (Dust & Glass)                       | DE1 Gold · (20 Wo.)DE | AT1 (10 Wo.)AT | CH2 (15 Wo.)CH | UK10 (3 Wo.)UK | US35 (2 Wo.)US | Erstveröffentlichung: 28. August 2015 Verkäufe: + 100.000  |
| 2025 | The Manticore Tapes UDR (Dust & Glass)             | DE9 (1 Wo.)DE | AT17 (1 Wo.)AT | CH19 (1 Wo.)CH | UK62 (1 Wo.)UK | — | Erstveröffentlichung: 27. Juni 2025                        |

grau schraffiert: keine Chartdaten aus diesem Jahr verfügbar

### Livealben
| Jahr | Titel Musiklabel                                                                         | Höchstplatzierung, Gesamtwochen, AuszeichnungChartplatzierungen (Jahr, Titel, Musiklabel, Platzierungen, Wochen, Auszeichnungen, Anmerkungen) | Höchstplatzierung, Gesamtwochen, AuszeichnungChartplatzierungen (Jahr, Titel, Musiklabel, Platzierungen, Wochen, Auszeichnungen, Anmerkungen) | Höchstplatzierung, Gesamtwochen, AuszeichnungChartplatzierungen (Jahr, Titel, Musiklabel, Platzierungen, Wochen, Auszeichnungen, Anmerkungen) | Höchstplatzierung, Gesamtwochen, AuszeichnungChartplatzierungen (Jahr, Titel, Musiklabel, Platzierungen, Wochen, Auszeichnungen, Anmerkungen) | Höchstplatzierung, Gesamtwochen, AuszeichnungChartplatzierungen (Jahr, Titel, Musiklabel, Platzierungen, Wochen, Auszeichnungen, Anmerkungen) | Anmerkungen |
| Jahr | Titel Musiklabel                                                                         | DE | AT | CH | UK | US | Anmerkungen |
| ---- | ---------------------------------------------------------------------------------------- | --- | --- | --- | --- | --- | --- |
| 1981 | No Sleep ’til Hammersmith Bronze Records (Polygram)                                      | DE4 e (26 Wo.)DE | AT26 f (1 Wo.)AT | CH17 f (1 Wo.)CH | UK1 Gold · (23 Wo.)UK | — | Erstveröffentlichung: 21. Juni 1981 Wiederveröffentlichung: 25. Juni 2021 (40th Anniversary Edition) Verkäufe: + 100.000 |
| 1983 | What’s Wordsworth? Big Beat Records (United Artists)                                     | — | — | — | UK71 (2 Wo.)UK | — | Erstveröffentlichung: 5. März 1983                                                                                       |
| 1988 | Nö Sleep at All GWR Records (CBS)                                                        | — | — | — | UK79 (1 Wo.)UK | — | Erstveröffentlichung: 15. Oktober 1988                                                                                   |
| 1990 | The Birthday Party GWR Records (CBS)                                                     | — | — | — | — | — | Erstveröffentlichung: 1990                                                                                               |
| 1994 | Live at Brixton Academy Roadrunner Records (Intercord)                                   | — | — | — | — | — | Erstveröffentlichung: 1994                                                                                               |
| 1997 | King Biscuit Flower Hour presents King Biscuit Flower Hour (BMG)                         | — | — | — | — | — | Erstveröffentlichung: 12. Dezember 1997                                                                                  |
| 1999 | Everything Louder than Everyone Else Steamhammer (SPV)                                   | — | — | — | — | — | Erstveröffentlichung: 1999                                                                                               |
| 2005 | BBC Live & In-Session Sanctuary (BBC)                                                    | — | — | — | — | — | Erstveröffentlichung: 2005                                                                                               |
| 2007 | Better Motörhead than Dead: Live at Hammersmith Steamhammer (SPV)                        | DE74 (1 Wo.)DE | — | — | — | — | Erstveröffentlichung: 16. Juli 2007                                                                                      |
| 2011 | The Wörld Is Ours – Vol. 1 UDR (EMI)                                                     | DE51 (2 Wo.)DE | — | — | — | — | Erstveröffentlichung: 18. November 2011                                                                                  |
| 2012 | The Wörld Is Ours – Vol. 2 UDR (EMI)                                                     | DE44 (1 Wo.)DE | — | — | — | — | Erstveröffentlichung: 21. September 2012                                                                                 |
| 2016 | Clean Your Clock – Live in Munich 2015 UDR (Dust & Glass)                                | DE2 (11 Wo.)DE | AT6 (4 Wo.)AT | CH15 (3 Wo.)CH | UK36 (1 Wo.)UK | — | Erstveröffentlichung: 10. Juni 2016                                                                                      |
| 2021 | Louder Than Noise… Live in Berlin Silver Lining (Indie)                                  | DE4 (3 Wo.)DE | AT11 (1 Wo.)AT | CH7 (1 Wo.)CH | — | — | Erstveröffentlichung: 23. April 2021                                                                                     |
| 2021 | The Löst Tapes Vol. 1 (Live In Madrid 1995) BMG Rights Management (Sony)                 | — | — | — | — | — | Erstveröffentlichung: 8. Mai 2021                                                                                        |
| 2022 | The Löst Tapes Vol. 2 (Live In Norwich 1998) BMG Rights Management (Sony)                | — | — | — | — | — | Erstveröffentlichung: 23. April 2022                                                                                     |
| 2022 | The Löst Tapes Vol. 3 (Live In Malmö 2000) BMG Rights Management (Sony)                  | DE58 (1 Wo.)DE | — | — | — | — | Erstveröffentlichung: 25. November 2022                                                                                  |
| 2022 | The Löst Tapes Vol. 4 (Live In Heilbronn 1984) BMG Rights Management (Sony)              | — | — | — | — | — | Erstveröffentlichung: 24. Dezember 2022                                                                                  |
| 2023 | We Play Rock ’N’ Roll (Live At Montreux Jazz Festival ’07) BMG Rights Management (Sony)  | DE20 (1 Wo.)DE | AT45 (1 Wo.)AT | CH9 (1 Wo.)CH | — | — | Erstveröffentlichung: 16. Juni 2023                                                                                      |
| 2024 | The Löst Tapes Vol. 5 (Live At Donington Download Fest ’08) BMG Rights Management (Sony) | DE46 (1 Wo.)DE | — | — | — | — | Erstveröffentlichung: 23. Februar 2024                                                                                   |

grau schraffiert: keine Chartdaten aus diesem Jahr verfügbar

### Kompilationen
| Jahr | Titel Musiklabel                                                                    | Höchstplatzierung, Gesamtwochen, AuszeichnungChartplatzierungen (Jahr, Titel, Musiklabel, Platzierungen, Wochen, Auszeichnungen, Anmerkungen) | Höchstplatzierung, Gesamtwochen, AuszeichnungChartplatzierungen (Jahr, Titel, Musiklabel, Platzierungen, Wochen, Auszeichnungen, Anmerkungen) | Höchstplatzierung, Gesamtwochen, AuszeichnungChartplatzierungen (Jahr, Titel, Musiklabel, Platzierungen, Wochen, Auszeichnungen, Anmerkungen) | Höchstplatzierung, Gesamtwochen, AuszeichnungChartplatzierungen (Jahr, Titel, Musiklabel, Platzierungen, Wochen, Auszeichnungen, Anmerkungen) | Höchstplatzierung, Gesamtwochen, AuszeichnungChartplatzierungen (Jahr, Titel, Musiklabel, Platzierungen, Wochen, Auszeichnungen, Anmerkungen) | Anmerkungen                                                 |
| Jahr | Titel Musiklabel                                                                    | DE | AT | CH | UK | US | Anmerkungen                                                 |
| ---- | ----------------------------------------------------------------------------------- | --- | --- | --- | --- | --- | ----------------------------------------------------------- |
| 1984 | No Remorse Bronze Records (WEA)                                                     | — | — | — | UK14 Silber · (6 Wo.)UK | — | Erstveröffentlichung: 15. September 1984 Verkäufe: + 60.000 |
| 1991 | The Best of Motörhead Bronze Records (BMG)                                          | — | — | — | UK— SilberUK | — | Erstveröffentlichung: 1991 Verkäufe: + 60.000               |
| 1998 | Deaf Forever: The Best of Motörhead auch bekannt als: Aces: The Best of Motörhead   | DE32 g (5 Wo.)DE | AT46 g (3 Wo.)AT | CH74 g (2 Wo.)CH | UK52 Silber · (2 Wo.)UK | — | Erstveröffentlichung: 1998 Verkäufe: + 60.000               |
| 2002 | Tear Ya Down: The Rarities Castle Music (BMG)                                       | — | — | — | — | — | Erstveröffentlichung: 2002                                  |
| 2003 | Hellraiser: Best of the Epic Years Epic Records (Sony)                              | — | — | — | — | — | Erstveröffentlichung: 2003                                  |
| 2017 | Under Cöver Silver Lining (Indie)                                                   | DE4 (8 Wo.)DE | AT14 (4 Wo.)AT | CH7 (4 Wo.)CH | UK19 (1 Wo.)UK | — | Erstveröffentlichung: 1. September 2017                     |
| 2021 | Everything Louder Forever – The Very Best of Motörhead BMG Rights Management (Sony) | DE6 (3 Wo.)DE | AT12 (1 Wo.)AT | CH13 (2 Wo.)CH | UK18 (2 Wo.)UK | — | Erstveröffentlichung: 29. Oktober 2021                      |
| 2024 | We Take No Prisoners (The Singles 1995 – 2006) BMG Rights Management (Sony)         | DE40 (1 Wo.)DE | — | CH96 (1 Wo.)CH | — | — | Erstveröffentlichung: 25. Oktober 2024                      |

### EPs
Die Chartnotierungen aller EPs erfolgten in den Singlecharts.

| Jahr | Titel Musiklabel                                | Höchstplatzierung, Gesamtwochen, AuszeichnungChartplatzierungen (Jahr, Titel, Musiklabel, Platzierungen, Wochen, Auszeichnungen, Anmerkungen) | Höchstplatzierung, Gesamtwochen, AuszeichnungChartplatzierungen (Jahr, Titel, Musiklabel, Platzierungen, Wochen, Auszeichnungen, Anmerkungen) | Höchstplatzierung, Gesamtwochen, AuszeichnungChartplatzierungen (Jahr, Titel, Musiklabel, Platzierungen, Wochen, Auszeichnungen, Anmerkungen) | Höchstplatzierung, Gesamtwochen, AuszeichnungChartplatzierungen (Jahr, Titel, Musiklabel, Platzierungen, Wochen, Auszeichnungen, Anmerkungen) | Höchstplatzierung, Gesamtwochen, AuszeichnungChartplatzierungen (Jahr, Titel, Musiklabel, Platzierungen, Wochen, Auszeichnungen, Anmerkungen) | Anmerkungen                                                              |
| Jahr | Titel Musiklabel                                | DE | AT | CH | UK | US | Anmerkungen                                                              |
| ---- | ----------------------------------------------- | --- | --- | --- | --- | --- | ------------------------------------------------------------------------ |
| 1980 | The Golden Years Bronze Records (EMI)           | — | — | — | UK8 (7 Wo.)UK | — | Erstveröffentlichung: April 1980                                         |
| 1980 | Beer Drinkers and Hell Raisers Big Beat Records | — | — | — | UK43 (4 Wo.)UK | — | Erstveröffentlichung: 22. November 1980                                  |
| 1981 | St. Valentine’s Day Massacre Bronze Records     | — | — | — | UK5 Silber · (8 Wo.)UK | — | Erstveröffentlichung: 1. Februar 1981 Verkäufe: + 60.000; mit Girlschool |
| 1992 | ’92 Tour EP Epic Records (Sony)                 | — | — | — | UK63 (1 Wo.)UK | — | Erstveröffentlichung: 2. November 1992                                   |

grau schraffiert: keine Chartdaten aus diesem Jahr verfügbar

## Singles

### Als Leadmusiker
| Jahr | Titel Album                                    | Höchstplatzierung, Gesamtwochen, AuszeichnungChartplatzierungen (Jahr, Titel, Album, Platzierungen, Wochen, Auszeichnungen, Anmerkungen) | Höchstplatzierung, Gesamtwochen, AuszeichnungChartplatzierungen (Jahr, Titel, Album, Platzierungen, Wochen, Auszeichnungen, Anmerkungen) | Höchstplatzierung, Gesamtwochen, AuszeichnungChartplatzierungen (Jahr, Titel, Album, Platzierungen, Wochen, Auszeichnungen, Anmerkungen) | Höchstplatzierung, Gesamtwochen, AuszeichnungChartplatzierungen (Jahr, Titel, Album, Platzierungen, Wochen, Auszeichnungen, Anmerkungen) | Höchstplatzierung, Gesamtwochen, AuszeichnungChartplatzierungen (Jahr, Titel, Album, Platzierungen, Wochen, Auszeichnungen, Anmerkungen) | Anmerkungen                                                     |
| Jahr | Titel Album                                    | DE | AT | CH | UK | US | Anmerkungen                                                     |
| ---- | ---------------------------------------------- | --- | --- | --- | --- | --- | --------------------------------------------------------------- |
| 1976 | Leaving Here –                                 | — | — | — | — | — | Erstveröffentlichung: Dezember 1976                             |
| 1977 | Motorhead Motörhead                            | — | — | — | — | — | Erstveröffentlichung: 10. Oktober 1977                          |
| 1978 | Louie Louie Overkill                           | — | — | — | UK68 (2 Wo.)UK | — | Erstveröffentlichung: 11. August 1978                           |
| 1979 | Overkill                                       | — | — | — | UK39 (7 Wo.)UK | — | Erstveröffentlichung: 16. Februar 1979                          |
| 1979 | No Class Overkill                              | — | — | — | UK61 (4 Wo.)UK | — | Erstveröffentlichung: 15. Juni 1979                             |
| 1979 | Bomber                                         | — | — | — | UK34 (7 Wo.)UK | — | Erstveröffentlichung: 30. November 1979                         |
| 1980 | Ace of Spades                                  | DE96 h (1 Wo.)DE | — | — | UK13 Platin · (19 Wo.)UK | — | Erstveröffentlichung: 27. Oktober 1980 Verkäufe: + 660.000      |
| 1981 | Motorhead (live) No Sleep ’til Hammersmith     | — | — | — | UK6 (7 Wo.)UK | — | Erstveröffentlichung: 29. Juni 1981                             |
| 1982 | Go to Hell / Iron Fist Iron Fist               | — | — | — | UK29 (5 Wo.)UK | — | Erstveröffentlichung: 3. April 1982                             |
| 1982 | Stay Clean (live) St. Valentine’s Day Massacre | — | — | — | — | — | Erstveröffentlichung: 1982                                      |
| 1983 | I Got Mine Another Perfect Day                 | — | — | — | UK46 (2 Wo.)UK | — | Erstveröffentlichung: 27. Mai 1983                              |
| 1983 | Shine Another Perfect Day                      | — | — | — | UK59 (3 Wo.)UK | — | Erstveröffentlichung: 30. Juni 1983                             |
| 1984 | Killed by Death No Remorse                     | — | — | — | UK51 (2 Wo.)UK | — | Erstveröffentlichung: 1. September 1984                         |
| 1986 | Deaf Forever Orgasmatron                       | — | — | — | UK67 (2 Wo.)UK | — | Erstveröffentlichung: 23. Juni 1986                             |
| 1987 | Eat the Rich Rock ’n’ Roll                     | — | — | — | — | — | Erstveröffentlichung: November 1987                             |
| 1991 | The One to Sing the Blues 1916                 | — | — | — | UK45 (3 Wo.)UK | — | Erstveröffentlichung: 5. Januar 1991                            |
| 1993 | Don’t Let Daddy Kiss Me Bastards               | — | — | — | — | — | Erstveröffentlichung: 1993                                      |
| 1994 | Born to Raise Hell Bastards / Airheads OST     | — | — | — | UK47 (2 Wo.)UK | — | Erstveröffentlichung: November 1994 mit Ice-T & Whitfield Crane |
| 2000 | God Save the Queen We Are Motörhead            | — | — | — | UK93 (2 Wo.)UK | — | Erstveröffentlichung: 18. Juli 2000 Original: Sex Pistols       |

### Als Gastmusiker
| Jahr | Titel Album              | Höchstplatzierung, Gesamtwochen, AuszeichnungChartplatzierungen (Jahr, Titel, Album, Platzierungen, Wochen, Auszeichnungen, Anmerkungen) | Höchstplatzierung, Gesamtwochen, AuszeichnungChartplatzierungen (Jahr, Titel, Album, Platzierungen, Wochen, Auszeichnungen, Anmerkungen) | Höchstplatzierung, Gesamtwochen, AuszeichnungChartplatzierungen (Jahr, Titel, Album, Platzierungen, Wochen, Auszeichnungen, Anmerkungen) | Höchstplatzierung, Gesamtwochen, AuszeichnungChartplatzierungen (Jahr, Titel, Album, Platzierungen, Wochen, Auszeichnungen, Anmerkungen) | Höchstplatzierung, Gesamtwochen, AuszeichnungChartplatzierungen (Jahr, Titel, Album, Platzierungen, Wochen, Auszeichnungen, Anmerkungen) | Anmerkungen                                                            |
| Jahr | Titel Album              | DE | AT | CH | UK | US | Anmerkungen                                                            |
| ---- | ------------------------ | --- | --- | --- | --- | --- | ---------------------------------------------------------------------- |
| 2021 | Hellraiser No More Tears | DE— iDE | — | — | — | — | Erstveröffentlichung: 13. September 2021 Ozzy Osbourne feat. Motörhead |

## Videoalben und Musikvideos

### Videoalben
| Jahr | Titel                                                             | Höchstplatzierung, Gesamtwochen, AuszeichnungChartplatzierungen (Jahr, Titel, Platzierungen, Wochen, Auszeichnungen, Anmerkungen) | Höchstplatzierung, Gesamtwochen, AuszeichnungChartplatzierungen (Jahr, Titel, Platzierungen, Wochen, Auszeichnungen, Anmerkungen) | Höchstplatzierung, Gesamtwochen, AuszeichnungChartplatzierungen (Jahr, Titel, Platzierungen, Wochen, Auszeichnungen, Anmerkungen) | Höchstplatzierung, Gesamtwochen, AuszeichnungChartplatzierungen (Jahr, Titel, Platzierungen, Wochen, Auszeichnungen, Anmerkungen) | Höchstplatzierung, Gesamtwochen, AuszeichnungChartplatzierungen (Jahr, Titel, Platzierungen, Wochen, Auszeichnungen, Anmerkungen) | Anmerkungen                                                                                             |
| Jahr | Titel                                                             | DE | AT | CH | UK | US | Anmerkungen                                                                                             |
| ---- | ----------------------------------------------------------------- | --- | --- | --- | --- | --- | --- |
| 1982 | Live in Toronto                                                   | — | — | — | — | — | Erstveröffentlichung: 1982                                                                              |
| 1984 | Deaf Not Blind                                                    | — | — | — | — | — | Erstveröffentlichung: 1984                                                                              |
| 1986 | The Birthday Party                                                | — | — | — | — | — | Erstveröffentlichung: 1986                                                                              |
| 1991 | Everything Louder than Everything Else                            | — | — | — | — | — | Erstveröffentlichung: 1991                                                                              |
| 2001 | 25 & Alive Boneshaker                                             | DE— GoldDE | — | — | — | — | Erstveröffentlichung: 2001 Verkäufe: + 25.000                                                           |
| 2004 | Classic Albums: Motörhead – Ace of Spades                         | — | — | — | UK39 (1 Wo.)UK | — | Erstveröffentlichung: 2004                                                                              |
| 2005 | Stage Fright                                                      | DE53 Gold · (2 Wo.)DE | — | — | — | — | Erstveröffentlichung: 18. Juli 2005 Verkäufe: + 25.000; Live at the Philipshalle, Düsseldorf + Specials |
| 2011 | The Wörld Is Ours Vol. 1: Everywhere Further than Everyplace Else | DE jDE | — | CH6 (1 Wo.)CH | — | — | Erstveröffentlichung: 18. November 2011 Live-DVD und zwei Live-CDs                                      |
| 2012 | The Wörld Is Ours Vol. 2: Anyplace Crazy as Anywhere Else         | DE jDE | AT4 (2 Wo.)AT | CH2 (3 Wo.)CH | — | — | Erstveröffentlichung: 21. September 2012 Live-DVD und zwei Live-CDs                                     |
| 2016 | Clean Your Clock – Live in Munich 2015                            | DE jDE | — | CH2 (3 Wo.)CH | — | — | Erstveröffentlichung: 10. Juni 2016                                                                     |

grau schraffiert: keine Chartdaten aus diesem Jahr verfügbar

### Musikvideos
- 1977: White Line Fever
- 1979: Louie Louie
- 1980: Ace of Spades
- 1980: Love Me Like a Reptile
- 1980: (We Are) The Road Crew
- 1980: Jailbait
- 1980: The Chase Is Better Than the Catch
- 1982: Iron Fist
- 1984: Killed by Death
- 1987: Rock ’n’ Roll
- 1987: Eat the Rich
- 1991: R.A.M.O.N.E.S.
- 1991: I’m So Bad (Baby I Don’t Care)
- 1992: I Ain’t No Nice Guy
- 1992: Hellraiser
- 1993: Burner
- 1993: Born to Raise Hell
- 1995: Sacrifice
- 1996: I Don’t Believe a Word
- 2000: God Save the Queen
- 2002: Brave New World
- 2002: Serial Killer
- 2004: Life’s a Bitch
- 2004: Whorehouse Blues
- 2006: Be My Baby
- 2008: Rock Out
- 2010: Get Back in Line
- 2011: I Know How to Die
- 2013: Heartbreaker
- 2014: Lost Woman Blues
- 2015: Electricity
- 2015: When the Sky Comes Looking for You

## Boxsets
| Jahr | Titel                                                  | Höchstplatzierung, Gesamtwochen, AuszeichnungChartplatzierungen (Jahr, Titel, Platzierungen, Wochen, Auszeichnungen, Anmerkungen) | Höchstplatzierung, Gesamtwochen, AuszeichnungChartplatzierungen (Jahr, Titel, Platzierungen, Wochen, Auszeichnungen, Anmerkungen) | Höchstplatzierung, Gesamtwochen, AuszeichnungChartplatzierungen (Jahr, Titel, Platzierungen, Wochen, Auszeichnungen, Anmerkungen) | Höchstplatzierung, Gesamtwochen, AuszeichnungChartplatzierungen (Jahr, Titel, Platzierungen, Wochen, Auszeichnungen, Anmerkungen) | Höchstplatzierung, Gesamtwochen, AuszeichnungChartplatzierungen (Jahr, Titel, Platzierungen, Wochen, Auszeichnungen, Anmerkungen) | Anmerkungen                                                            |
| Jahr | Titel                                                  | DE | AT | CH | UK | US | Anmerkungen                                                            |
| ---- | ------------------------------------------------------ | --- | --- | --- | --- | --- | ---------------------------------------------------------------------- |
| 1991 | Meltdown                                               | — | — | — | — | — | Erstveröffentlichung: 1991                                             |
| 1999 | Born to Lose, Live to Win the Bronze Singles 1978–1983 | — | — | — | — | — | Erstveröffentlichung: 1999                                             |
| 2003 | Stone Deaf Forever                                     | — | — | — | — | — | Erstveröffentlichung: 6. Oktober 2003 5 CDs, 60-seitiges Booklet       |
| 2009 | 1916 / March or Die                                    | — | — | — | — | — | Erstveröffentlichung: 2009                                             |
| 2012 | The Complete Early Years                               | — | — | — | — | — | Erstveröffentlichung: 2012 16 CDs, Buch The Ultimate Collector’s Guide |
| 2016 | Wake the Dead                                          | — | — | — | — | — | Erstveröffentlichung: 2016                                             |
| 2019 | 1979                                                   | DE44 (1 Wo.)DE | — | CH64 (1 Wo.)CH | — | — | Erstveröffentlichung: 25. Oktober 2019                                 |
| 2024 | The Löst Tapes – The Collection (Vol. 1–5)             | DE24 (1 Wo.)DE | — | CH73 (1 Wo.)CH | — | — | Erstveröffentlichung: 23. Februar 2024                                 |

## Promoveröffentlichungen
| Jahr | Titel Album                                    | Anmerkungen                |
| ---- | ---------------------------------------------- | -------------------------- |
| 1981 | Ace of Spades (live) No Sleep ’til Hammersmith | Erstveröffentlichung: 1981 |
| 1991 | No Voices in the Sky 1916                      | Erstveröffentlichung: 1981 |

## Sonderveröffentlichungen
| Jahr | Titel                      | Anmerkungen                                                                  |
| ---- | -------------------------- | ---------------------------------------------------------------------------- |
| 2002 | The Very Best of Motörhead | Erstveröffentlichung: 2002 Teil der Reihe The Very Best of Sanctuary Records |

Samplerbeiträge
- 2001: The Game (Einzugsmusik des Wrestlers Triple H; auf sämtlichen WWE-Samplern enthalten)
- 2004: Line in the Sand (Einzugsmusik der Wrestlinggruppierung Evolution; auf sämtlichen WWE-Samplern enthalten)
- 2006: King of Kings (Einzugsmusik des Wrestlers Triple H; auf sämtlichen WWE-Samplern enthalten)

## Statistik

### Chartauswertung
Die folgende Aufstellung beinhaltet eine Übersicht über die Charterfolge von Motörhead in den Album-, Single- sowie den Musik-DVD-Charts. In Deutschland besteht die Besonderheit, dass Videoalben sich ebenfalls in den Albumcharts platzieren. In Österreich, der Schweiz, dem Vereinigten Königreich und den Vereinigten Staaten werden für Videoalben eigenständige Chartlisten geführt.
|                     | DE     | AT     | CH     | UK     | US    |
| ------------------- | ------ | ------ | ------ | ------ | ----- |
| Nummer-eins-Alben   | DE1DE  | AT1AT  | CH—CH  | UK1UK  | US—US |
| Top-10-Alben        | DE12DE | AT3AT  | CH5CH  | UK6UK  | US—US |
| Alben in den Charts | DE38DE | AT18AT | CH23CH | UK29UK | US9US |

|                       | DE    | AT    | CH    | UK     | US    |
| --------------------- | ----- | ----- | ----- | ------ | ----- |
| Nummer-eins-Singles   | DE—DE | AT—AT | CH—CH | UK—UK  | US—US |
| Top-10-Singles        | DE—DE | AT—AT | CH—CH | UK1UK  | US—US |
| Singles in den Charts | DE1DE | AT—AT | CH—CH | UK14UK | US—US |

|                          | DE    | AT    | CH    | UK    | US    |
| ------------------------ | ----- | ----- | ----- | ----- | ----- |
| Nummer-eins-Videoalben   | DE—DE | AT—AT | CH—CH | UK—UK | US—US |
| Top-10-Videoalben        | DE—DE | AT1AT | CH3CH | UK—UK | US—US |
| Videoalben in den Charts | DE—DE | AT1AT | CH3CH | UK1UK | US—US |

### Auszeichnungen für Musikverkäufe
| Goldene Schallplatte - Spanien - 2024: für die Single Ace of Spades | Platin-Schallplatte - Neuseeland - 2023: für die Single Ace of Spades |

Anmerkung: Auszeichnungen in Ländern aus den Charttabellen bzw. Chartboxen sind in ebendiesen zu finden.
| Land/RegionAuszeichnungen für Musikverkäufe (Land/Region, Auszeichnungen, Verkäufe, Quellen) | Silber     | Gold     | Platin     | Verkäufe  | Quellen             |
| -------------------------------------------------------------------------------------------- | ---------- | -------- | ---------- | --------- | ------------------- |
| Deutschland (BVMI)                                                                           | —          | 4× Gold4 | —          | 250.000   | musikindustrie.de   |
| Neuseeland (RMNZ)                                                                            | —          | —        | Platin1    | 30.000    | radioscope.co.nz    |
| Spanien (Promusicae)                                                                         | —          | Gold1    | —          | 30.000    | elportaldemusica.es |
| Vereinigtes Königreich (BPI)                                                                 | 8× Silber8 | 2× Gold2 | Platin1    | 1.280.000 | bpi.co.uk           |
| Insgesamt                                                                                    | 8× Silber8 | 7× Gold7 | 2× Platin2 |           |                     |